# The Zulu's Heart
The Zulu's Heart er en amerikansk stumfilm fra 1908 af D. W. Griffith.

## Medvirkende
- Charles Inslee
- George Gebhardt
- Harry Solter
- Florence Lawrence
- Gladys Egan